# Alexander von Sybel
Alexander von Sybel (* 25. September 1823 in Düsseldorf; † 22. März 1902 in Karlsruhe) war rheinpreußischer Beamter und Wirtschaftspolitiker sowie Vater der Schriftstellerin Adelheid von Sybel (1878–1966) und jüngerer Bruder des Historikers Heinrich von Sybel (1817–1895).

## Leben
Er stammte aus einer alteingesessenen protestantischen Familie aus Soest, Westfalen und war ein Sohn des begüterten und geadelten Heinrich Ferdinand Philipp von Sybel. Er war Beamter in der Regierung des vom Königreich Preußen annektierten Rheinlandes und Westfalens und arbeitete dort oft unter Friedrich von Kühlwetter zuletzt als Ministerialrat und Dezernent für Wirtschaft- und Zollfragen.
Nach seinem Ausscheiden aus der Beamtenlaufbahn wurde er seit 1854 einflussreicher Lobbyist für die Textilindustrie und war in verschiedenen industriellen Bereichen tätig. Seit 1859 war er Präsident des Handels und Gewerbevereins für das Rheinland und Westfalen in Düsseldorf und führend beteiligt an der Gründung des Deutschen Handelstags, dessen Ausschuss er neun Jahre von 1861 bis 1872 angehörte.
Zusammen mit seinem Freund Andreas Achenbach kaufte Sybel 1857 den Jacobi’schen Garten „mit Wohngebäuden, Remisen, Stallungen, Scheune, Schuppen, Parkanlage mit Orangeriehaus, Weier, Gemüse- und Obstgarten insgesamt 11 Morgen 117 Ruthen für 22.000 Thaler“, mit der Absicht der späteren Übereignung an den Malkasten Künstlerverein.
1861 und 1867 bis 1870 war er für Gladbach, bzw. Elberfeld-Barmen, Mitglied des Preußischen Abgeordnetenhauses und von 1868 bis 1870 Mitglied des Reichstages des Norddeutschen Bundes. Er gehörte zu deren Deputation, die 1871 in Versailles König Wilhelm von Preußen den Wunsch auf Annahme der deutschen Kaiserkrone vortrug.
Aus der Unterlagen der Geschichte des Baus der Gotthardbahn ergibt sich, dass sich Sybel im Frühjahr 1869 mit 25.000 Schweizer Franken (1300 sfr war damaliges durchschnittliches Jahresgehalt eines Akademikers) für seine Lobbyarbeit zur Unterzeichnung eines Staatsvertrages mit einem 20-Millionen-Baukostenzuschuss seitens Deutschlands vergüten ließ.
Angesehen und immer noch einflussreich wählte er Karlsruhe zu seinem Altersruhesitz, wo er auch 1902 verstarb.